# Ford Maverick
O Maverick (pronuncia-se máverick) é um automóvel criado pela Ford dos Estados Unidos, que obteve relativo sucesso em seu país de origem. Também foi fabricado no Brasil entre 1973 e 1979,  em versões exclusivas com  motores 4, 6 e 8 cilindros, onde foi lançado com enfoque comercial bem diferente do americano, e apesar de não ter obtido grande sucesso de vendas, tornou-se lendário e hoje é cultuado por pessoas de várias idades.Vale ressaltar que o desenhista desse  carro foi Tom Tjaarda, "pai" de outros ícones automotivos.
O modelo é muito desejado no mercado de clássicos do Brasil e foi um dos modelos que mais valorizaram na década de 2010, junto com a Volkswagen Kombi de primeira geração (1958-1970, ou também conhecida como Type 1 (Europa) ou Corujinha (Brasil)).

## O modelo americano

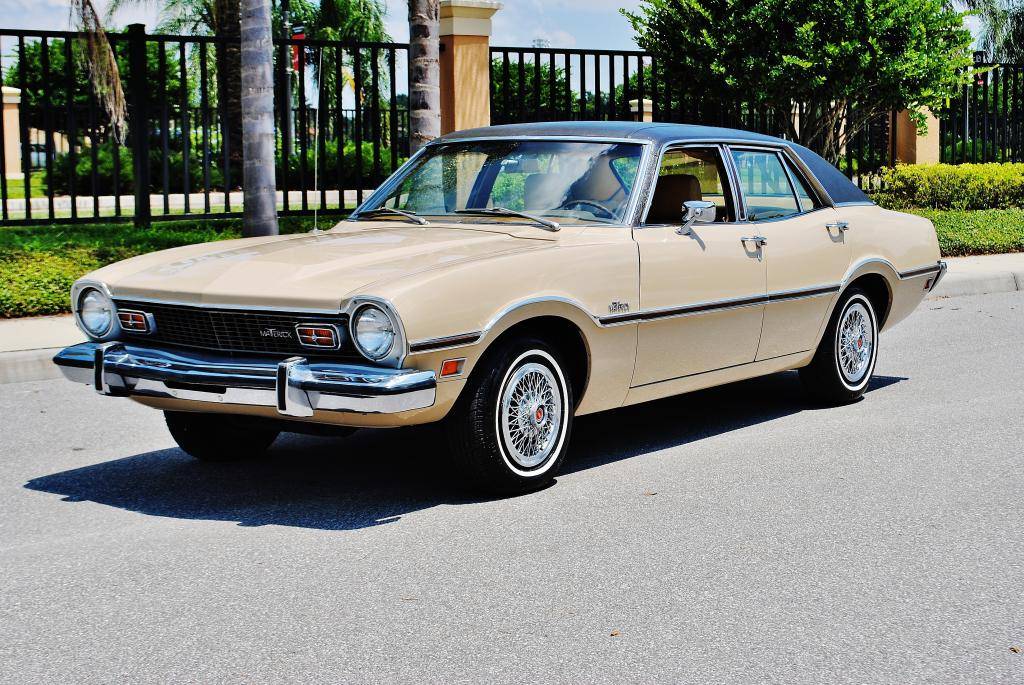
Modelo de quatro portas.

Ao fim dos anos 60, ainda antes da crise do petróleo da década seguinte, a Ford norte-americana buscava um veículo compacto, barato e econômico --- pelo menos para os padrões do país --- que pudesse fazer frente à crescente concorrência dos carros europeus e japoneses. O modelo compacto que a montadora tinha até então, o Falcon, não era tão compacto assim e já estava obsoleto, ainda mais depois que a própria montadora lançou o moderno e bem-sucedido Mustang em 1964.
No dia 17 de abril de 1969, o Maverick foi lançado por US$ 1.995, com 15 cores disponíveis e motores de 2,8 e 3,3 litros, ambos de seis cilindros. A Ford o anunciou como o veículo ideal para jovens casais, ou como segundo carro da casa. O estilo foi claramente copiado do Mustang, mas suavizado. O sucesso foi imediato e logo no primeiro ano foram vendidas 579.000 unidades --- uma marca melhor do que a do Mustang.
Logo vieram outras versões, com apelo esportivo ou de luxo e motorizações diferentes, como os Maverick Sprint e Grabber. Em 1971, outra marca do grupo Ford, a Mercury, lançou o Comet, que basicamente era o mesmo Maverick com grade e capô diferentes. Os dois modelos fizeram sucesso mesmo depois do estouro da crise do petróleo, em 1973, apesar de neste período ter ficado evidente a necessidade de carros ainda mais compactos. Os dois modelos foram produzidos, com poucas modificações, até 1977.

## O Maverick no Brasil
Em 1967 a Ford, que tinha operações ainda pequenas no Brasil, adquiriu o controle acionário da fábrica da Willys Overland no país. Após extensas modificações, Ford finalizou o projeto que a Willys vinha fazendo em parceria com a fábrica francesa Renault para substituir o Gordini --- e lançou o bem-sucedido Corcel, como opção para a faixa de carro popular da Ford Brasil. Além do novo compacto, foram mantidos em fabricação, como opção de carros médios, os modelos já existentes Aero Willys 2600 e sua versão de luxo Itamaraty.
Porém, os modelos da Willys, que haviam sido remodelados em 1962 mas ainda eram originários do pós-guerra, já estavam bastante defasados no início da década de 1970. O Galaxie já vinha sendo fabricado desde 1967 mas era demasiadamente luxuoso e caro, com acessórios como direção hidráulica, ar condicionado e câmbio automático. E a General Motors do Brasil, com a marca Chevrolet, lançou em 1968, para abocanhar a faixa de mercado dos carros médios de luxo, o Opala. A Ford, então, precisava de um carro com estilo e desempenho para os padrões brasileiros, de médio-grande porte.
A fábrica fez um evento secreto com 1.300 consumidores em que diferentes veículos foram apresentados sem distintivos e logomarcas que permitissem a identificação --- entre eles, estavam o modelo da Ford alemã Taunus, o Cortina da Ford inglesa, o Maverick. Essa pesquisa de opinião indicou o moderno Taunus como o carro favorito dos consumidores brasileiros, que sempre tiveram preferência pelo padrão de carro Europeu.
Mas a produção do Taunus no Brasil se mostrou financeiramente inviável, especialmente pela tecnologia da suspensão traseira independente e pelo motor pequeno e muito moderno para a época. Preocupada em não perder mais tempo, com o Salão do Automóvel de São Paulo se aproximando, a Ford preferiu o Maverick, que, por ter originalmente motor de seis cilindros, tinha espaço suficiente no capô para abrigar o motor já fabricado para os modelos Willys, e a sua suspensão traseira de molas semi-elípticas era simples e já disponível. Apesar do motor Willys ter sido concebido originalmente na década de 1930, esse foi o meio que a Ford encontrou para economizar em torno de US$ 70 milhões em investimentos para a produção do Taunus. Esse procedimento, que mais tarde chegaria ao conhecimento público, acabou manchando a imagem do Maverick antes mesmo do seu lançamento.
O motor Willys de seis cilindros ainda era grande demais para o capô do Maverick, e por isso a Ford precisou fazer um redesenho do coletor de exaustão, e nos testes isso causou constantemente a queima dajunta do cabeçote. Para amenizar o problema, foi criada uma galeria externa de refrigeração específica para o cilindro mais distante da frente, com uma mangueira específica só para ele. A primeira modificação no motor 184 (3 litros), como era conhecido na Engenharia de Produtos da Ford, foi a redução da taxa de compressão para 7,7:1. Esse motor seria o básico da linha, pois a fábrica já previa o lançamento do modelo com o famoso motor 302 V8, importado dos Estados Unidos, como opcional. Dados coletados pelos jornalistas informavam que a Ford gastou 18 meses e 3 milhões de cruzeiros em engenharia, e mais 12 milhões de cruzeiros em manufatura, para modernizar o antigo motor 184.
A Ford organizou uma pré-apresentação do Maverick com o motor 184 a cerca de 40 jornalistas no dia 14 de maio de 1973 no prédio do seu Centro de Pesquisas. No dia seguinte à apresentação, o Jornal da Tarde de São Paulo publicou uma reportagem intitulada "O Primeiro Passeio no Maverick --- o repórter Luis Carlos Secco dirigiu o Maverick na pista de teste da Ford, em São Bernardo do Campo". Os comentários foram de que o carro era silencioso, confortável e ágil.
O primeiro Maverick nacional de produção deixou a linha de montagem em 4 de junho de 1973. O público já começava a interessar-se pelo modelo desde o Salão do Automóvel de São Paulo de 1972, quando o carro foi apresentado. O que seguiu foi uma das maiores campanhas de marketing da indústria automobilística nacional, contando inclusive com filmagens nos Andes e na Bolívia.
A apresentação oficial à imprensa ocorreu no dia 20 de junho de 1973, no Rio de Janeiro. Como parte da campanha de publicidade do novo carro, o primeiro exemplar foi sorteado. No Autódromo Internacional do Rio de Janeiro, em Jacarepaguá, foi realizado um test-drive, onde os jornalistas convidados puderam dirigir nove Mavericks, seis deles com motor de 6 cilindros e três com o V8 302, importado.
O carro apresentava inicialmente três versões: Super (modelo standard), Super Luxo (SL) e o GT . Os Super e Super Luxo apresentavam-se tanto na opção sedã (quatro portas - lançado alguns meses após o lançamento do Maverick) como cupê (duas portas), sendo sua motorização seis cilindros em linha ou, opcionalmente, V8, todos com opção de câmbio manual de quatro marchas no assoalho ou automático de três marchas na coluna de direção. Já o Maverick GT era o top de linha. Com produção limitada, ele se destacava externamente pelas faixas laterais adesivas na cor preta, capô e painel traseiro com grafismos pintados em preto fosco, rodas mais largas, um par de presilhas em alumínio no capô e, internamente, um conta-giros sobreposto à coluna de direção do volante. O Maverick GT vinha equipado com motor de 8 cilindros em V de 302 polegadas cúbicas, potência de 199 cv (potência bruta, 135 cv líquido), e 4.950 cm3 de cilindrada oferecido somente com câmbio manual de quatro marchas com acionamento no assoalho. O Maverick equipado com motor V8 podia acelerar de 0 a 100 km/h em pouco mais de dez segundos.
Porém, após sucessivos testes realizados por revistas especializadas, os defeitos do novo carro da Ford foram se evidenciando. As revistas criticavam a falta de espaço traseiro nos bancos, bem como a má visibilidade traseira, devido ao formato Fastback do carro. A versão de quatro portas não tinha nenhum desses dois problemas, mas o público brasileiro, à época, tinha preferência por carros de duas portas e o modelo com quatro portas não foi bem aceito. Outra fonte de críticas do Maverick no Brasil foi o motor de seis cilindros herdado do Willys / Itamaraty. Com bastante torque, mas lento nas acelerações, ele acelerava de 0 a 100 km/h em aproximadamente 20 segundos e seu consumo era elevado.
Em 1975, com a conclusão da fábrica de motores da Ford em Taubaté, São Paulo, ele foi abandonado e substituído por um moderno motor de 2,3 litros e quatro cilindros em linha, com comando de válvulas no cabeçote e correia dentada. Era o famoso propulsor Georgia 2.3 [OHC]. Esse motor, apesar de pequeno para o Maverick, deu ao veículo um desempenho satisfatório. Tinha uma aceleração melhor do que o antigo 6 cilindros (0 - 100 Km/h em torno de 15 segundos) entregava torque de 16,9 Kgfm, com um consumo menos elevado (média de 7,5 km por litro de gasolina na cidade).
Ainda no ano de 1975, com o objetivo de homologar o Kit Quadrijet para as pistas na extinta Divisão I (leia mais abaixo), a Ford lançou no Brasil o famoso Maverick Quadrijet. Verdadeira lenda entre os antigo mobilistas e amantes de velocidade, o Maverick Quadrijet era um Maverick 8 cilindros cujo motor era equipado com um Carburador de corpo Quádruplo (daí o nome "Quadrijet"), coletor de admissão apropriado, comando de válvulas de 282º (mais bravo) e Taxa de Compressão do motor elevada para 8:5:1 (a dos motores normais era de 7:3:1), aumentando a potência do carro de 140 cv para 185 cv (potência líquida) a 5.600 RPM. Com essas modificações, de acordo com o teste realizado pela Revista Auto Esporte de setembro de 1974, o Ford Maverick acelerou de 0 a 100 km/h em 6,5 segundos e atingiu a velocidade máxima de 205 km/h. Mas devido ao alto custo, na época, das peças de preparação importadas que compunham o Kit Quadrijet (que também podia ser comprado nas revendedoras autorizadas Ford e instalado no motor), pouquíssimos Mavericks saíram de fábrica com essa especificação.
No final de 1976, já como modelo 77, foi apresentada a denominada Fase 2 do Maverick. Além de algumas alterações estéticas, como um novo interior, grade dianteira e novas lanternas traseiras, maiores, também trazia algumas melhorias mecânicas como sistema de freios mais eficiente, eixo traseiro com bitola mais larga (melhorando o espaço no banco traseiro, que também foi redesenhado) e suspensão revista para o uso de pneus radiais.
Nesta fase foi introduzida a versão LDO ("luxuosa decoração opcional"), que passou a ser a versão mais cara do Maverick, com acabamento mais refinado e interior monocromático combinando tonalidades de marrom (a maioria) ou azul. Para essa versão foi lançado, como equipamento opcional, um câmbio automático de 3 marchas com acionamento no assoalho, somente para os Maverick LDO equipados com o motor 2,3 litros. As versões Super e Super Luxo continuaram a ser produzidas, todas com o motor 2.3 OHC de série.
O modelo GT foi o modelo que sofreu as alterações mais drásticas. Em nome de uma maior economia, com a desaprovação de muitos, passou a ser oferecido com o motor 2.3 OHC de série, tendo o 302-V8 se tornado opcional para todos os modelos. Houve mudanças também nas faixas laterais, no grafismo traseiro e o capô ganhou duas falsas entradas de ar
O Ford Maverick nacional teve sua produção encerrada em 1979, após 108.106 unidades produzidas. Atualmente estão registrados no Detran do país 7384 carros. Nos EUA  2.247.227 Mavericks foram vendidos entre 1969 e 1977
O Maverick com motor V8 é na atualidade um objeto de desejo dos admiradores de carros antigos nacionais. Um modelo GT ou LDO (este raríssimo com motor V8) bem conservado e com as características originais é item de coleção. Pode chegar a valer mais de 100 mil reais quando perfeitos ou totalmente originais.

## Sucesso nas pistas
Os Maverick equipados com o potente motor V8 fizeram grande sucesso nas pistas brasileiras, reinando de 1973 a 1977 em praticamente todas as provas das quais participou, como o Campeonato Brasileiro de Turismo, provas de Endurance e a antiga Divisão 3.
Alguns Maverick receberam extensas modificações, como por exemplo o modelo construído pela Ford especialmente para a Divisão 3, por intermédio do preparador Luiz Antonio Greco. O motor recebeu, entre outros itens, cabeçotes de alumínio Gurney-Weslake, iguais aos usados no lendário Ford GT40, comando de válvulas especial e 4 carburadores de corpo duplo Weber 48 IDA. Segundo relatos, com esta modificação o motor atingiu a potência de 450 cv líquidos, cerca de 3 vezes a potência original.Detalhe é que nao havia coletor.
Grandes pilotos tiveram o Maverick sob seu comando nas competições, entre eles José Carlos Pace, Bob Sharp, Edgar Mello Filho e Paulo Gomes, o "Paulão".
A partir dos anos 90, devido a maior facilidade de importação no Brasil, muitos proprietários equiparam seus Mavericks com peças para alta performance de origem norte-americana, o que fez o carro ser largamente usado em provas de arrancada que se multiplicaram no país. Neste tipo de prova os Maverick têm logrado grande sucesso, sempre arrancando vibração do público com o ronco característico de seu potente motor.